# Pillola anticoncezionale

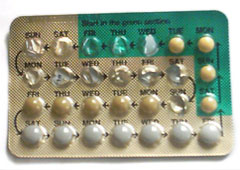
Un blister di LevlenED

La pillola anticoncezionale o pillola contraccettiva è un farmaco contraccettivo ormonale. Si tratta del metodo contraccettivo reversibile con la più alta percentuale di efficacia.

## Funzionamento

### Fisiologia
La pillola contraccettiva agisce grazie alla combinazione di piccole quantità di un estrogeno (generalmente etinilestradiolo) e di un progestinico. L'assunzione quotidiana di questi due ormoni inibisce gli eventi ormonali che inducono l'ovulazione.
Il meccanismo dell'ovulazione è controllato da un complesso sistema ormonale a tre livelli: nel sistema nervoso centrale l'ipotalamo produce, con una modalità pulsatoria, un ormone detto GnRH (ormone di rilascio delle gonadotropine); questo agisce sull'ipofisi anteriore inducendo la produzione di due ormoni, detti FSH (ormone follicolo-stimolante) e LH (ormone luteinizzante), che agiscono sull'ovaio determinando gli eventi che portano alla maturazione del follicolo e all'ovulazione.
All'inizio del ciclo mestruale, nella fase follicolare, i livelli di FSH aumentano, favorendo lo sviluppo del follicolo ovarico e stimolando la produzione di estrogeni nell'ovaio. Già verso il termine della fase follicolare i livelli di FSH prodotto iniziano a diminuire, mentre aumentano quelli dell'LH: quest'ultimo raggiunge un picco intorno al 14º giorno del ciclo, provocando l'ovulazione.
La secrezione degli ormoni FSH e LH nell'ipofisi è soggetta ad un meccanismo di controllo da parte dell'estradiolo prodotto dall'ovaio: infatti ad un aumento della produzione di estradiolo corrisponde una riduzione nella secrezione di FSH, probabilmente dovuta a una ridotta sensibilità delle cellule ipofisarie all'ormone stimolante (GnRH). Questo meccanismo di controllo è detto feedback negativo. Allo stesso modo, il progesterone prodotto dall'ovaio inibisce il rilascio di LH.
L'estrogeno ed il progestinico contenuti nella pillola, simulando gli ormoni naturali, sfruttano il feedback negativo, portando così a una ridotta secrezione di FSH e soprattutto di LH da parte dell'ipofisi. La riduzione dei livelli plasmatici di FSH inibisce lo sviluppo del follicolo, impedendo così il normale aumento dei livelli di estradiolo. Il feedback negativo del progestinico impedisce il picco di LH a metà ciclo: questo fatto, insieme all'arresto dello sviluppo follicolare, previene l'ovulazione.
Oltre a sopprimere l'ovulazione, la pillola è causa di meccanismi contraccettivi accessori che ne aumentano la sicurezza: provoca infatti l'ispessimento della mucosa cervicale, rendendo così difficoltoso il passaggio degli spermatozoi attraverso la cervice.
Alcuni scienziati sostengono che le possibilità di ovulazione durante l'assunzione della pillola anticoncezionale siano molto ridotte. Da questo concludono che è improbabile che le modifiche all'endometrio possano giocare un ruolo rilevante nell'efficacia del farmaco. Altri presentano analisi più complesse per smentire la sussistenza di questi effetti, mentre altri scienziati ancora sostengono che i dati di cui si dispone confermino tali meccanismi.

### Composizione e modalità di assunzione
Esistono diversi tipi di pillola, classificabili in base al contenuto ormonale (progestinico e/o estrogeno) e, nel caso di un'associazione estro-progestinica (estrogeno + progestinico, la più frequente), in base al dosaggio delle due sostanze. Tale dosaggio può essere fisso per l'intero ciclo (in tal caso tutte le compresse contenute nella confezione avranno identica composizione) oppure variare di settimana in settimana. Nel primo caso si parla di associazione monofasica; diversamente si possono avere associazioni bifasiche (un dosaggio per i giorni da 1 a 10 e un altro per i giorni da 11 a 21) o trifasiche (tre dosaggi diversi nel corso dei 21 giorni di terapia).
Le pillole contraccettive che hanno come principio attivo l'associazione estro-progestinica sono detti anche COC (Combined oral contraceptive), le pillole contraccettive che hanno come principio attivo il solo progestinico (pillola progestinica) sono dette anche POP (Progestin-Only Pill).
In ogni caso, dopo 21 giorni di assunzione (in alcuni casi - es. pillola Minesse - dopo 24), la pillola estroprogestinica viene sospesa (o a volte sostituita con placebo) per 7 giorni (4 per le pillole da 24 giorni). Durante questo intervallo dovrebbe manifestarsi il cosiddetto "sanguinamento da sospensione", simile a una mestruazione. Terminati i 7 (o 4) giorni, l'assunzione della pillola riprende per un nuovo ciclo.

## Storia
Gli ormoni come possibilità anticoncezionale furono proposti in medicina per la prima volta nel 1931 dal ginecologo austriaco Ludwig Haberlandt, ma l'idea fu completamente ignorata. Soltanto nel 1958 biologi (tra cui Chang, García, Rice-Wray, Rock e Pincus) della Worcester Foundation for Biomedical Research e altre istituzioni statunitensi sperimentarono con successo la prima pillola, che fu approvata e commercializzata negli USA due anni dopo con il nome di Enovid (composizione: 150 mcg di mestranolo e 9,85 mg di noretinodrel). In Europa la pillola arrivò nel 1961 sotto un altro nome e un'altra composizione: Anovlar (5 mg di etinil-estradiolo e 4 mg di noretisterone acetato).

## Diffusione ed uso

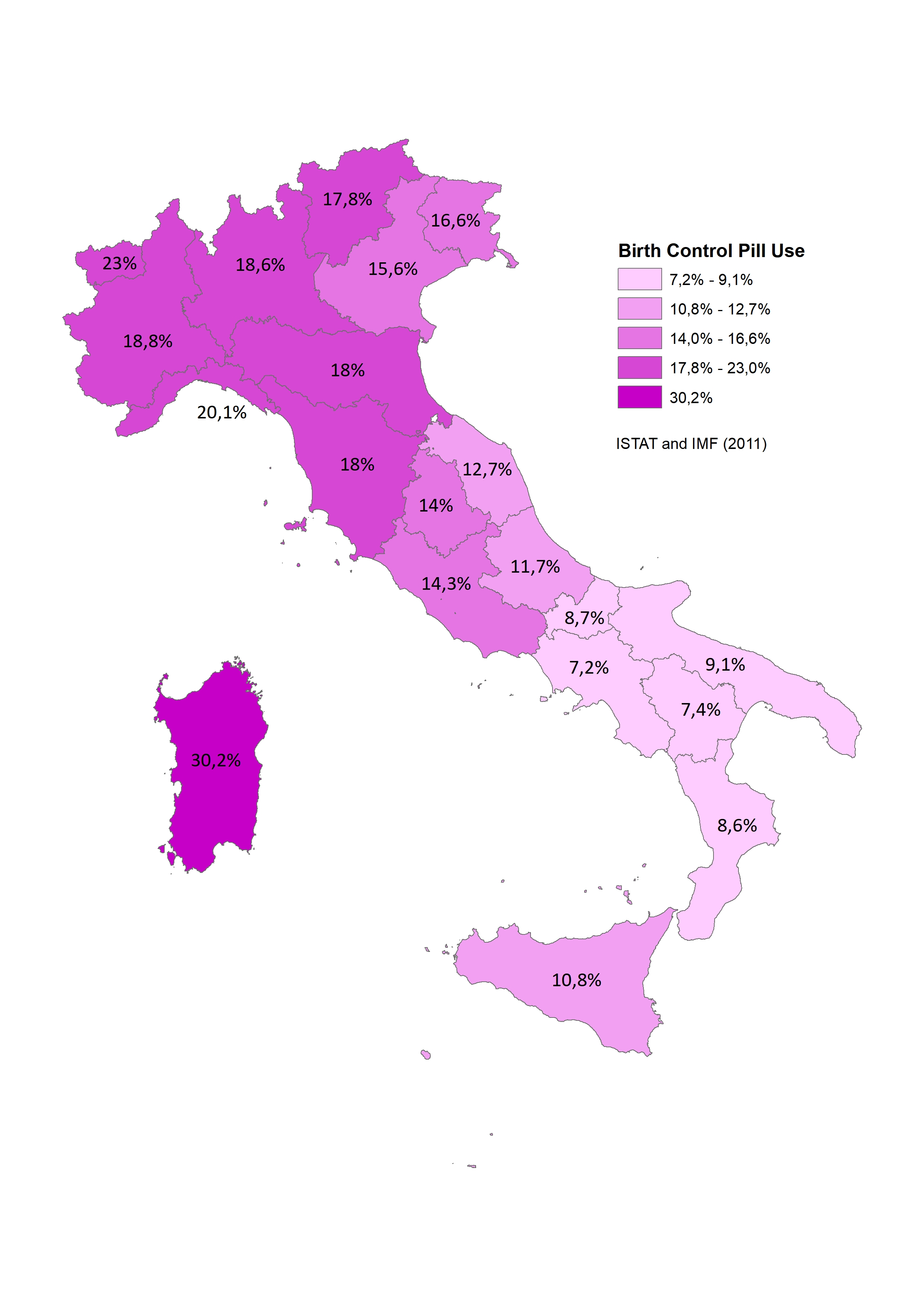
Uso della pillola anticoncezionale in Italia

Oggi è utilizzata da più di 100 milioni di donne nel mondo. L'utilizzo varia molto in base all'età, all'educazione, allo stato civile, alle tradizioni culturali ed alla nazione di appartenenza: un quarto delle donne tra i 16 e i 49 anni nel Regno Unito usa correntemente la pillola, mentre in Giappone ne fa uso solo l'1%. Secondo i dati delle Nazioni Unite, nei paesi sviluppati la prevalenza d'uso è di circa il 18% delle donne, rispetto ad un 7% delle donne nei paesi in via di sviluppo.
In Italia il 16,2% delle donne tra i 15 e i 44 anni utilizza la pillola (14º posto in Europa, davanti solo a Spagna, Slovacchia, Polonia e Grecia).
Il maggiore uso della pillola in Italia è in Sardegna, dove il 30,3% delle donne la utilizza

## Usi non contraccettivi
La pillola anticoncezionale non è utilizzata ai soli fini contraccettivi; può infatti essere prescritta per il trattamento di alcune patologie, come la sindrome dell'ovaio policistico, l'endometriosi, l'adenomiosi, l'anemia causata dalle mestruazioni, e le mestruazioni dolorose (dismenorrea). Inoltre, i contraccettivi orali spesso sono prescritti per curare forme di acne lievi o moderate.
La pillola può anche indurre le mestruazioni a intervalli regolari nelle donne disturbate da cicli mestruali irregolari e da alcune patologie caratterizzate da sanguinamento uterino disfunzionale.

## Vantaggi
L'uso della pillola comporta i seguenti vantaggi:
- efficacia contraccettiva elevatissima;
- facilità di utilizzo;
- nessuna interferenza con l'atto sessuale;
- regolarizzando e modulando il ciclo ovarico riduce la dismenorrea e il dolore pelvico;
- riduce la perdita di sangue mestruale e per questo può essere usata nella terapia dell'anemia ferrocarenziale associata alla menorragia;
- riduzione degli episodi acuti di malattia infiammatoria pelvica, con conseguente riduzione del rischio globale di infertilità;
- riduzione della patologia cistica dell'ovaio;
- riduzione di miomi uterini;
- le recenti formulazioni con progestinici con proprietà anti-androgenizzanti possono essere utilizzati per ridurre acne e irsutismo;[13]
- significativa diminuzione del rischio relativo di sviluppare carcinoma dell'ovaio; l'effetto protettivo è proporzionalmente presente anche a lungo termine (20-30 anni) dopo la cessazione dell'assunzione (si calcola che la diffusione dei contraccettivi orali abbia evitato 200.000 casi di tumore ovarico e 100.000 decessi, riducendone l'incidenza in percentuali variabili tra il 38% e l'80%)[13][14][15][16][17]
- significativa diminuzione del rischio relativo di sviluppare carcinoma dell'endometrio (fino a circa il 50% in meno di incidenza rispetto alle donne che non usano contraccettivi orali; effetto che persiste a lungo termine per 10-20 anni dopo la cessazione dell'assunzione, ed è maggiore per un uso più prolungato degli stessi)[13][18][19]
- diminuzione del rischio relativo di sviluppare tumori del colon o del retto, e dei tumori del corpo uterino[20].
- diminuzione del rischio di mortalità correlata a ischemia miocardica o altre patologie circolatorie[20].
- protezione da patologie dell'apparato riproduttivo femminile. In particolare sono stati dimostrati per i contraccettivi orali effetti benefici nelle donne affette da endometriosi sintomatica e adenomiosi; anche i disturbi mestruali come dolore e perdite ematiche eccessive possono essere alleviati dall'uso della pillola.[13]

## Effetti indesiderati
L'uso della pillola può comportare i seguenti svantaggi:
- deve essere assunta con regolarità e precisione, altrimenti la sua efficacia anticoncezionale viene persa;
- l'uso della pillola può favorire o peggiorare (in persone predisposte) ipertensione e malattie cardiocircolatorie, le nuove formulazioni hanno però un dosaggio minore di estrogeni che diminuisce questo rischio rispetto alle vecchie pillole[22][23];
- può dare alcuni effetti collaterali spiacevoli, soprattutto all'inizio dell'assunzione: fra questi, nausea, tensione mammaria (sovente leggera, correggibile adottando pillole con clima estrogenico minore), sensazione di gonfiore, lieve aumento di peso (comunque contrastabile assumendo pillole contenenti particolari progestinici come il drospirenone[24]), leggere perdite di sangue al di fuori delle mestruazioni, prive di qualsiasi significato patologico e spesso associate con irregolarità di assunzione, calo della libido;
- i metodi contraccettivi ormonali possono comportare depressione anche grave, tendente a comportamenti suicidari e al suicidio[25]. Per questa ragione, l'Agenzia italiana del farmaco invita le donne che assumono ormoni contraccettivi a segnalare al proprio medico senza indugio qualsiasi sintomo al riguardo[25].
- pillole con elevato tenore estrogenico possono aumentare la frequenza degli episodi emicranici;[26][27]
- particolari agenti progestinici con azione androgenizzante (raramente utilizzati), possono peggiorare od indurre seborrea ed acne;[28]
- l'utilizzo di estroprogestinici può provocare cloasma;[29]
- interferisce con alcuni farmaci, come antibiotici e antivirali, che possono ridurne l'efficacia.[30]
- la sua funzione è anticoncezionale, e non di protezione dalle malattie sessualmente trasmissibili, il cui contagio può essere scongiurato solamente con l'uso del preservativo.
- In passato, alcuni studi evidenziarono un aumento del rischio relativo di contrarre cancro al seno, all'utero e alle ovaie in donne che assumevano estrogeni, rischio che era proporzionale alla durata del trattamento[31], altri studi relativi all'uso della pillola con le vecchie formulazioni ad alto contenuto di estrogeni, avevano evidenziato un modesto e transitorio (dopo l'uso) aumento del rischio relativo di sviluppare un carcinoma della mammella.[32] Tale minima differenza nel rischio relativo, rispetto alle donne che non usavano la pillola, riguardava soprattutto le donne che avevano iniziato ad assumere la pillola ad alto contenuto di estrogeni prima dei 20 anni di età, ed inoltre diminuiva dopo la sospensione del farmaco, fino a divenire nulla dopo 10 anni dalla sospensione dello stesso. L'uso della pillola ad alto contenuto di estrogeni aveva comunque un'influenza trascurabile sull'incidenza complessiva di questo tipo di tumore nelle donne (stimabile in circa 0,5 casi su 10.000).[33]. Studi più recenti[34], relativi anche alle formulazioni più recenti a ridotto contenuto di estrogeni, hanno invece evidenziato come siano rilevabili solo modesti e non significativi incrementi dell'incidenza di tumore mammario associato all'uso dei contraccettivi orali.[35][36]
- Recenti dati di letteratura indicano che il rischio di sviluppare il cancro è ridotto del 12% nelle utilizzatrici dei COC (contraccettivi ormonali combinati) (RR 0,88%, 95% CI 0.83-0.94). Ciò significa che ogni anno, su 2200 utilizzatrici, una donna in meno eviterebbe di sviluppare il cancro. Infatti i COC riducono significativamente il rischio di cancro dell'endometrio e dell'ovaio; per il cancro della mammella invece non vi sono differenze rispetto a donne che non utilizzano la pillola. L'unico reale rischio aumentato è quello per il carcinoma della cervice uterina: si stima infatti un lieve aumento (38 casi ogni 100.000 donne, ogni anno) nelle donne che utilizzano i COC per più di 8 anni. Il rischio è comunque minimo, poiché i programmi di screening per il carcinoma della cervice (pap test) permettono di identificare immediatamente alterazioni displastiche prima che progrediscano a cancro. (Bolis, manuale di ginecologia e ostetricia, pg. 93)

## Impatto sociale e culturale

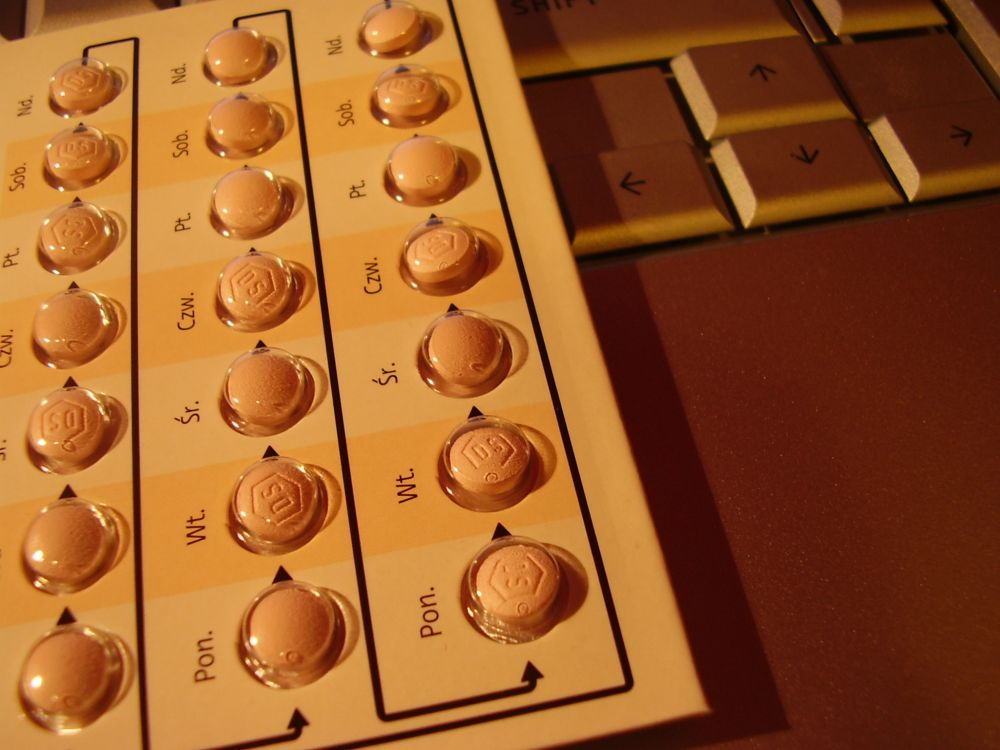
Dettaglio del blister: sono indicati i giorni della settimana per facilitare la memoria e evitare errori nei dosaggi

La pillola è stata dapprima approvata per uso contraccettivo negli Stati Uniti d'America nel 1960, ed in seguito è divenuta molto popolare.
Dopo la sua introduzione, la pillola anticoncezionale ebbe un grande impatto sociale. In primo luogo, era molto più efficace di qualsiasi precedente metodo di controllo delle nascite, dando alle donne il controllo sulla propria fertilità. L'utilizzo non richiedeva particolari accorgimenti al momento dell'attività sessuale che potessero interferirne con la spontaneità o le sensazioni. Questa combinazione di fattori rese la pillola immensamente popolare in pochi anni dalla sua introduzione.
Poiché la pillola era così efficace, e presto fu anche così diffusa, in breve tempo si sollevò il dibattito attorno alla morale e alle conseguenze per la salute del sesso pre-matrimoniale e della promiscuità. Mai prima di allora l'attività sessuale e la riproduzione furono così separate. Per una coppia che usava la pillola, copulare divenne puramente un'espressione di amore, o un modo per cercare il piacere fisico, o entrambi; ma non significava più riprodursi. Mentre questo era vero anche per i precedenti contraccettivi, la loro relativa alta fallibilità e la loro scarsa diffusione mancarono di enfatizzare questa distinzione così chiaramente come fece la pillola. La diffusione di un contraccettivo orale portò molte figure religiose e istituzioni a dibattere attorno al tema della sessualità e della relazione con la procreazione. La Chiesa cattolica in particolare ripropose l'insegnamento tradizionale cattolico circa il controllo delle nascite e nel 1968 papa Paolo VI pubblicò l'enciclica Humanae Vitae. L'enciclica reiterò l'insegnamento tradizionale cattolico secondo il quale la contraccezione artificiale distorcerebbe la natura e gli obiettivi del sesso.
Nella stessa enciclica è però ribadita la liceità dell'utilizzo della pillola anticoncezionale, come di ogni farmaco che abbia questo effetto, se usata per il trattamento di patologie, quindi considerando l'effetto anticoncezionale solo come collaterale.
Nonostante ciò il 10 marzo 1971 in Italia la Corte Costituzionale annulla l'articolo 553 del codice penale che vieta la produzione, il commercio e la pubblicità degli anticoncezionali; grazie soprattutto alla battaglia condotta dall'Associazione italiana per l'educazione demografica (AIED) la pillola non è più clandestina.
Allo stesso tempo, la società stava cominciando a prendere coscienza dell'impatto della pillola sui tradizionali ruoli di genere; secondo studi di economia politica, la diffusione della pillola ebbe effetti significativi sulla rimodulazione dei rapporti socio-economici di genere, aumentando in breve tempo ed maniera strutturale il numero di donne che, tramite scelte più autonome relative alla propria vita famigliare, potevano raggiungere livelli più elevati di studio e di carriera.
Negli anni ottanta e novanta, nuovi studi e una progressiva riduzione del contenuto ormonale delle pillole contraccettive in commercio (ne esistono diverse tipologie, con differenti indicazioni di utilizzo ed effetti collaterali variamente significativi), scongiurarono le principali preoccupazioni per la salute della donna sollevate negli anni precedenti.
Oggi si ritiene l'utilizzo corretto della pillola come il più efficace metodo contraccettivo esistente, il cui uso può essere protratto anche molto a lungo senza rischi, se non per alcune particolari categorie di donne (quali quelle affette da malattie cardiovascolari), e con alcuni vantaggi in relazione alla significativa riduzione dell'incidenza di alcuni tipi di tumore.